# OTP Bank România
OTP Bank România a fost o bancă universală din România. Aceasta a fost înființată în anul 1995 sub denumirea Banca Comercială ROBANK SA și redenumită în 2005 când a fost achiziționată de către OTP Bank Group. În 2015, banca a fuzionat prin absorbție cu Millennium Bank România.
În 2024, datorită lipsei de cotă de piață și oportunități de creștere, banca a fost vândută împreună cu subsidiarele acesteia către Banca Transilvania. La data de 28 februarie 2025, OTP Bank România a fuzionat prin dizolvare cu Banca Transilvania.

### Istoric
- Decembrie 1995: Înființată sub denumirea RoBank, obține autorizarea de funcționare ca bancă universală în România.
- 2000: Semnează un acord cu BERD pentru a participa la Programul de Facilitate al Comerțului Străin, proiect în valoare de 100 milioane USD.
- 2003: Încheie o înțelegere cu Eximbank privind finanțarea și prefinanțarea producției de export.
- 2004: OTP Group achiziționează 99,99% din acțiunile RoBank.
- 2008: Înregistrează primul an profitabil din istoria companiei, cu o creștere a câștigului operațional de 65,5% comparativ cu anul anterior.
- 2014: Achiziționează 100% din acțiunile Millennium Bank România, subsidiară a Banco Comercial Millennium, în valoare de 39 milioane de EUR.[6]
- 2017: Banca a manifestat interes în achiziționarea Banca Românească, dar tranzacția a fost respinsă de Banca Națională a României.
- 2019: Lansează programul de creștere organică Apollo: dublare a cotei de piață în 5 ani și schimbarea modului de interacțiune cu clienții.[7]
- 2020: Banca a manifestat interes în achiziționarea Garanti Bank, însă tranzacția nu s-a concretizat.
- 2023: Grupul OTP decide vânzarea băncii. Unicredit, Raiffeisen Bank, Erste și Banca Transilvania erau interesate de achiziție.[8]
- 30 iulie 2024: Banca Transilvania achiziționează acțiunile băncii urmând să fie cumpărată și subsidiara din Republica Moldova.[5][9]
- 28 februarie 2025: OTP Bank România se desființează și întreg portofoliul este preluat de Banca Transilvania.

### Responsabilitate socială
OTP Bank România contribuie la creșterea gradului de conștientizare a nevoii de educație financiară în comunitatea locală cu ajutorul fundației „Dreptul la Educație”, înființată în 2014. Patru ani mai târziu, fundația desfășoară parteneriate cu peste 60 de instituții de învățământ și organizații din sectorul nonguvernamental și privat pentru implementarea cursurilor în întreaga țară. Trainerii fundației „Dreptul la Educație” au împărtășit valorile și cunoștințele OK Center cu peste 4.600 de elevi din 35 de localități.
În 2018, peste 20.000 de persoane interesate de dezvoltarea personală și profesională au vizitat OK Center, primul centru de educație financiară non-formală din România, cifrele depășind estimările inițiale, de 10.000 de vizitatori într-un an. OK Center este inițiativa OTP Bank România și a Fundației Dreptul la Educație de a pune la dispoziția tinerilor și adulților din România un spațiu permanent dedicat activităților de educație financiară prin metode de învățare non-formală.
În același timp, OK Center a găzduit în 2018 un total de peste 1.000 de evenimente dedicate educației financiare și orientării în carieră, conferințe, traininguri și evenimente creative în parteneriat cu ONG-uri, organizații private, antreprenori sau instituții publice. Dintre acestea, 40% constau în modulele de educație financiară ale fundației pentru copii și adulți.

### OTP Grup
În România, membrele OTP Group sunt următoarele:
- OTP Bank România

OTP Bank România, subsidiară a OTP Bank, cel mai mare grup independent din Europa Centrală și de Est, este un furnizor integrat și autofinanțat de servicii financiare, atât pentru companii, cât și pentru persoane fizice. Firma a fuzionat cu Banca Transilvania S.A. în data de 28 februarie 2025.
- OTP Consulting România

OTP Consulting România S.R.L oferă servicii pentru sprijinirea investițiilor străine în România, precum și consultanță pentru autoritățile locale și IMM-uri în accesarea fondurilor UE și implementarea proiectelor finanțate. După vânzarea către Banca Transilvania, firma și-a schimbat denumirea în Iberia Consulting&Development S.R.L.
- OTP Leasing România

OTP Leasing România IFN S.A. a intrat în luna august 2007 pe piața de profil din România, oferind produse de leasing auto, vehicule comerciale și de echipamente. Firma a fuzionat în data de 1 decembrie 2024 în BT Leasing Transilvania IFN SA.
- OTP Asset Management România SAI SA

OTP Asset Management S.A.I. S.A. este o societate de administrare a investițiilor, conform legii 297/2004 privind piața de capital, care va desfășura toate activitățile specifice unei societăți de administrare a investițiilor. După vânzarea către Banca Transilvania, firma a continuat activitatea.
- OTP Factoring România

OTP Factoring a fost creată pentru a acorda sprijin în rezolvarea problemelor financiare si are ca obiect de activitate administrarea portofoliilor de creanțe achiziționate de la diverse instituții financiar bancare și IFN-uri. După vânzarea către Banca Transilvania, sediul firmei a fost schimbat.
- OTP Advisors România

OTP Advisors asigură servicii de vânzare directă a produselor de creditare OTP Bank, având o echipă tânără și dinamică, în permanență pregătită să ofere soluții prompte și adaptate nevoilor clienților noștri. După vânzarea către Banca Transilvania, firma a fost închisă.